# Fasa
Fasā (farsi فسا) è il capoluogo dello shahrestān di Fasa, circoscrizione Centrale, nella provincia di Fars. Secondo l’Organizzazione delle nazioni unite, aveva, nel 2016, una popolazione di 110.825 abitanti.